# Chiết xuất

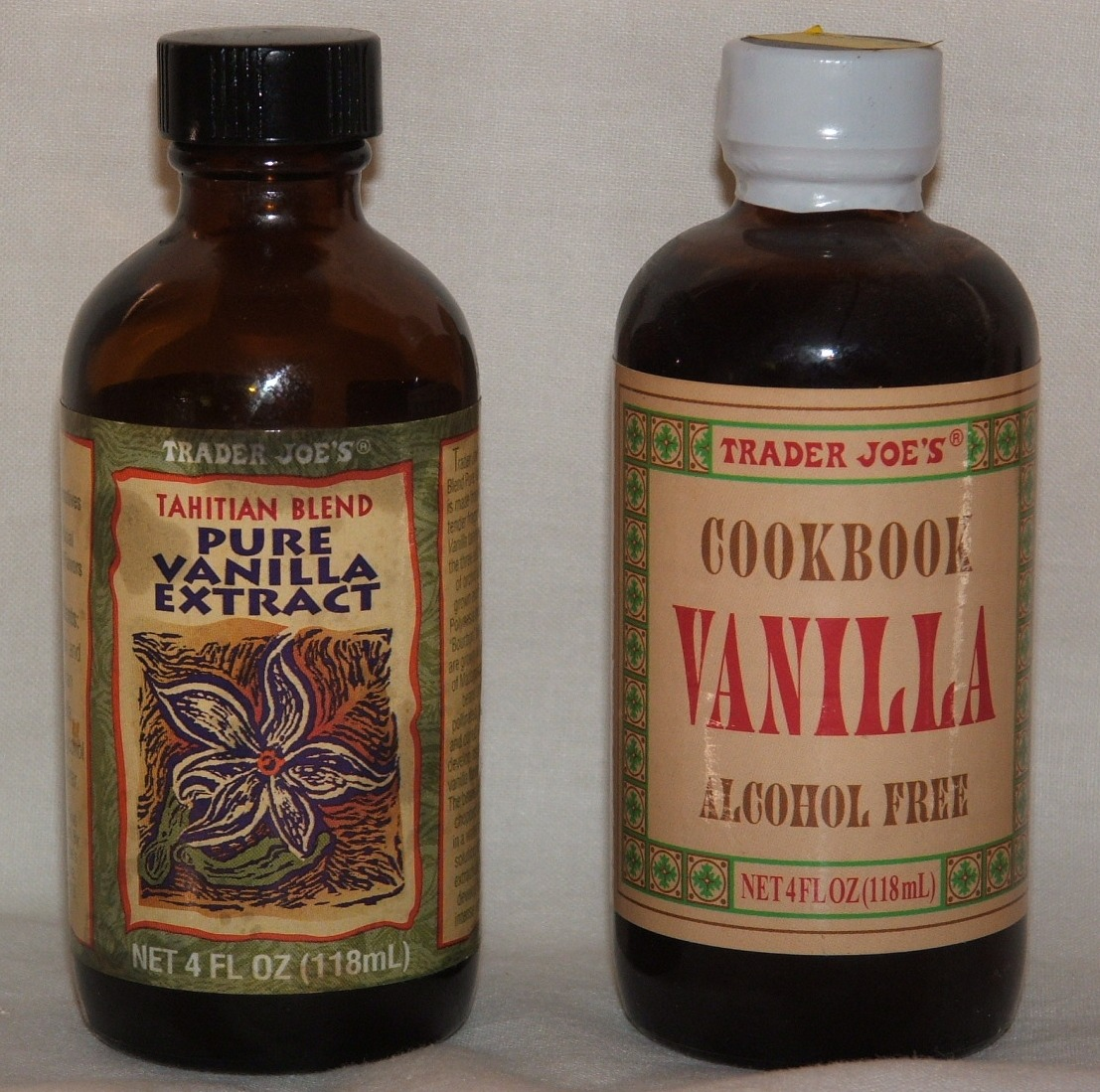
Chiết xuất tinh dầu vanilla

Chiết xuất là một phương pháp nhằm lấy ra một phần từ nguyên liệu thô, thường bằng cách sử dụng một dung môi như ethanol hoặc nước. Chất chiết xuất có thể được bán dưới dạng ngâm trong rượu, cô đặc, tinh chất hoặc ở dạng bột.
Các chất thơm của nhiều loại gia vị, các loại hạt, rau thơm, trái cây, vv, và một số hoa, được bán trên thị trường như chiết xuất, một trong những nổi tiếng nhất của chiết xuất đúng là hạnh nhân, quế, đinh hương, gừng, chanh, hạt nhục đậu khấu, cam, bạc hà, hồ trăn, hoa hồng, bạc hà, vani, tím, rượu rum và wintergreen.

## Kỹ thuật chiết xuất

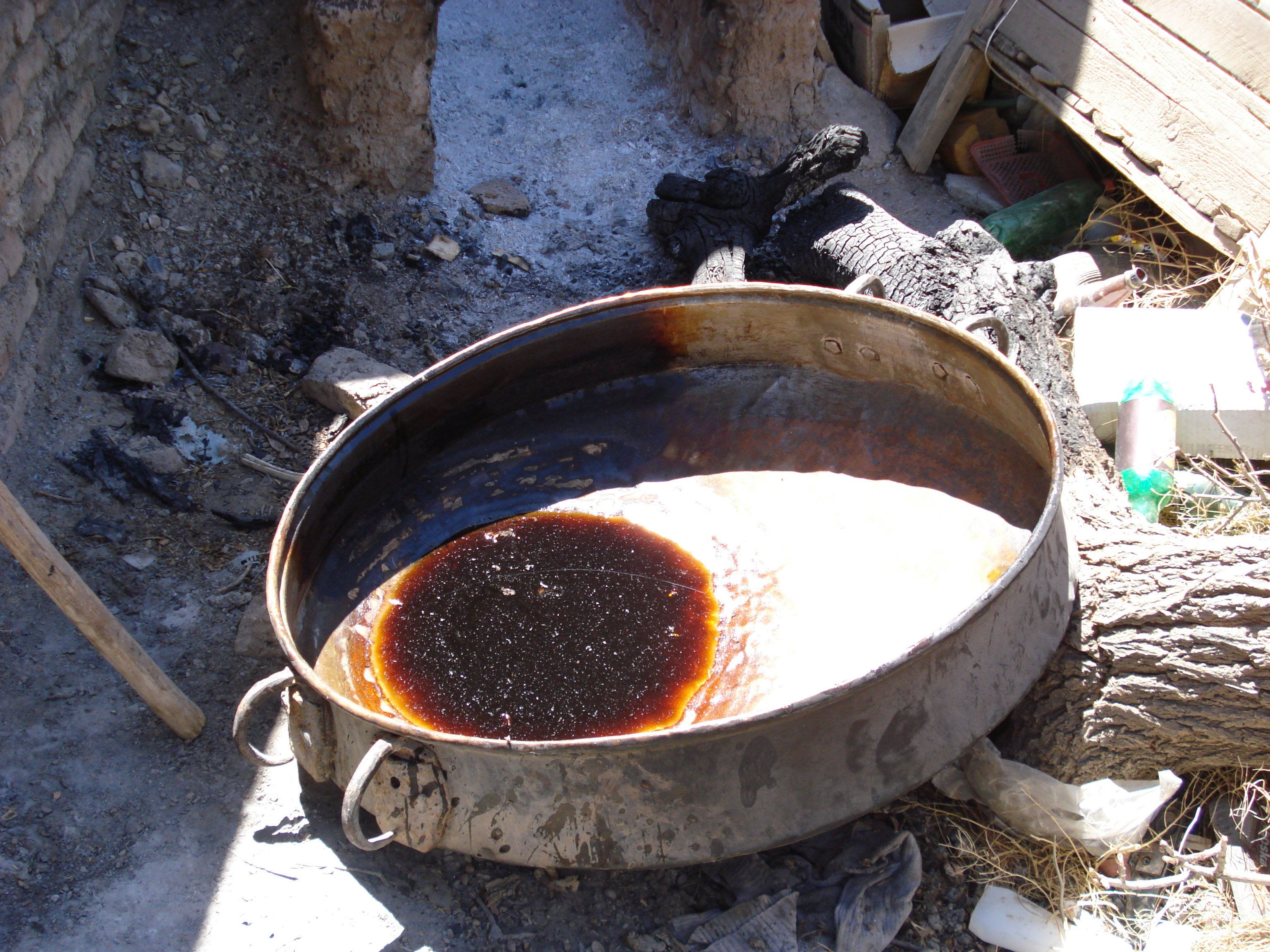
Nồi chiết xuất truyền thống ở Iran

Đa số các tinh chất tự nhiên thu được bằng cách chiết xuất tinh dầu từ hoa, trái cây, rễ, vv, hoặc toàn bộ nhà máy, qua bốn kỹ thuật: 1) nén/ép, 2) hấp thụ, 3) ngâm, và 4) chưng cất. Nén được sử dụng khi chất dầu dồi dào và dễ dàng thu được, như trong vỏ chanh. Hấp thụ thường được thực hiện bằng cách ngâm trong rượu, như đậu vani. Ngâm được sử dụng để tạo ra các mẩu nhỏ hơn của toàn bộ, như trong việc tạo ra chiết xuất bạc hà, v.v. Chưng cất được sử dụng cùng với ngâm, nhưng trong nhiều trường hợp, nó đòi hỏi kiến thức hóa học chuyên môn và các bình chưng cất tốn kém.
Các hương vị đặc biệt của gần như tất cả các loại trái cây, và được chấp nhận phổ biến, là sự điều chỉnh mong muốn cho nhiều chế phẩm thực phẩm, nhưng chỉ một số ít là nguồn thực tế của chiết xuất hương vị đủ đậm đặc.Những tinh dầu quan trọng nhất trong số những chất thường được chiết xuất thành phần "nguyên chất" bao gồm chanh, cam và đậu vani.